# 2776 Baikal
2776 Baikal (1976 SZ7) là một tiểu hành tinh vành đai chính được phát hiện ngày 25 tháng 9 năm 1976 bởi Chernykh, N. ở Nauchnyj.